# 2006年横浜市長選挙
2006年横浜市長選挙（2006ねんよこはましちょうせんきょ）は、政令指定都市である神奈川県横浜市の執行機関である市長を選出するため、2006年3月26日に投票が行われた日本の地方選挙である。

## 概要
市長の任期4年が満了したことに伴って行われた選挙である。前回、現職市長を破って初当選を果たした元衆議院議員で現職市長の中田宏に対して、共産党推薦の松川康夫など2人の候補が挑む構図となった。選挙戦では敬老パスの廃止、市立病院の民営化や市税減税による企業誘致など中田が取り組んでいる企業経営的な行政運営に対する是非を争点に争われた。
選挙の結果、自民党、民主党、公明党の3党の支持を受けた中田が他の2候補に対して大差をつけて再選を果たした。なお、横浜市議会の補欠選挙（旭区、青葉区）も、市長選挙と同時に実施された。

## 基礎データ
- 告示：2006年3月13日
- 投票日：2006年3月26日
- 開票日：2006年3月27日
- 選挙当日の有権者数[1]：2,861,843名

男性：1,435,764名
女性：1,426,079名

## 候補者
候補者届け出の締切までに立候補を届けでたのは以下の3名である。今回は、前回（2002年）の市長選挙で政権与党3党が推する高秀秀信を破った「無党派候補」の中田を今回、自民、民主、公明など与野党3党が相乗りして推薦する構図となった。
| 候補者名   | 所属政党 | 新旧 | 推薦・支持政党             | 経歴                      |
| ---------- | -------- | ---- | -------------------------- | ------------------------- |
| 松川康夫   | 無所属   | 新人 | 日本共産党                 | 海洋学者                  |
| 遠藤健次郎 | 無所属   | 新人 |                            | 元東芝社員                |
| 中田宏     | 無所属   | 現職 | 自由民主党・民主党・公明党 | 市長（1期）、元衆議院議員 |

## 選挙結果
翌日開票の結果、現職の中田市長が無所属2候補を大差で破って再選を果たした。投票率は前回を下回った。なお当選した中田候補は初当選した前回選挙の倍近い83万票余りを得たが、これは横浜市長選挙では過去最高の得票となる。
- 投票率[1]：35.30％（投票者数1,010,276名）前回比－4.05％

男性：34.22％（491,324名）
女性：36.39％（518,952名）
| 当落 | 候補者名   | 所属党派 | 新旧 | 得票数  | 得票率 |
| ---- | ---------- | -------- | ---- | ------- | ------ |
| 当選 | 中田宏     | 無所属   | 現職 | 834,815 | 83.68  |
|      | 松川康夫   | 無所属   | 新人 | 144,208 | 14.46  |
|      | 遠藤健次郎 | 無所属   | 新人 | 18,607  | 1.87   |
|      |            |          |      | 997,630 |        |